# Reichserbhofgesetz
Reichserbhofgesetz (قانون تراث الأراضي أو قانون المزرعة الوراثية للدولة لعام 1933) قانونًا نازيًا لتطبيق مبادئ الدم والتربة، موضحًا أن هدفه كان: «الحفاظ على المجتمع الزراعي كمصدر للدم للشعب الألماني»(Das Bauerntum als Blutquelle des deutschen Volkes erhalten). طلب تقديم شهادة الآرية الكبرى للحصول على فوائده، على غرار متطلبات أن تصبح عضوا في الحزب النازي.

## وصف

### الظروف

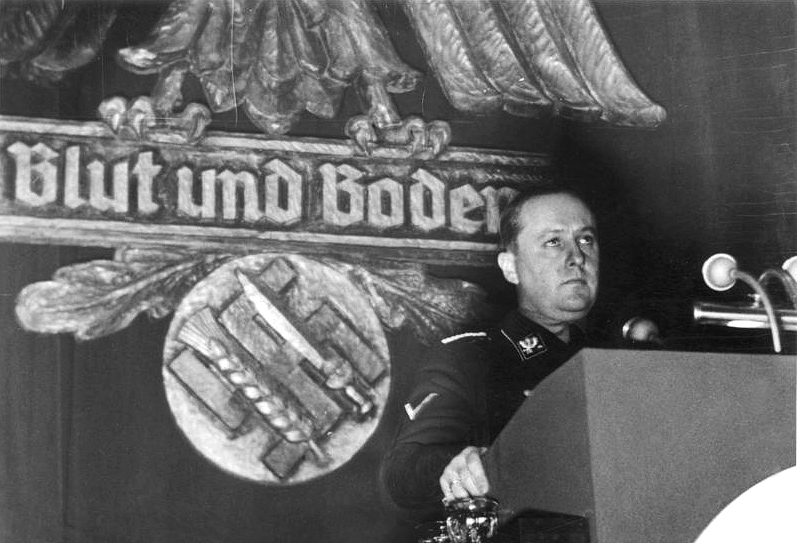
فالتر داري يتحدث في تجمع Reichsnährstand تحت شعار `` Blut und Boden (الدم والتربة) في غوسلار، 1937

أي مزرعة واحدة على الأقل من Ackernahrung، ومساحة أرض كبيرة بما يكفي لإعالة الأسرة من 7.5 إلى 125 هكتار (19-309)   فدان)، تم الإعلان عن الوراثة على أنها Erbhof، للانتقال من الأب إلى الابن، ولا يمكن رهنها أو تنفيرها، وكان هؤلاء المزارعون فقط هم الذين يحق لهم تسمية أنفسهم باويرن أو «فلاح مزارع»، وهو مصطلح حاول النازيون تجديده من محايد أو تحريفي لمصطلح إيجابي.
مطلوب شهادة الآرية الكبرى لتلقي فوائدها، على غرار متطلبات لتصبح عضوا في الحزب النازي (NSDAP).
يمكن أن تصبح المزارع الصغيرة جدًا Erbhof عن طريق الجمع بينما يجب تقسيم المزارع الكبيرة. 

### انتقال
تم السماح للعادات الإقليمية فقط بتحديد ما إذا كان الابن الأكبر أو الأصغر سيكون الوريث. في المناطق التي لا تسود فيها عادة معينة، كان الابن الأصغر هو الوريث.     ومع ذلك، ورث الابن الأكبر المزرعة في معظم الحالات خلال الرايخ الثالث. أعطيت الأولوية للبشرية، حتى إذا لم يكن هناك أبناء، فإن إخوة الفلاح المتوفى وإخوته لهم الأسبقية على بنات الفلاح.
تم تغطية حوالي 35 ٪ فقط من جميع الوحدات الزراعية، ولم تتأثر العقارات التي هبطت في شرق إيلبيان. 
قام ريتشارد فالتر داريه، وفقًا لمعتقداته القوية «الدم والتربة»، بالترويج لها كوزير للأغذية والزراعة والرايخ في الرايخ.

## إخماد
في ألمانيا المحتلة من قبل الحلفاء، بعد الكثير من الجدل حول ما إذا كان يجب إلغاء هذا القانون بسبب جذوره النازية أو إذا كان ينبغي الحفاظ على هذا القانون في الوقت الحالي، بعد إلغاء معظم البنود البغيضة، لحماية الإمدادات الغذائية الألمانية، في عام 1947، مجلس مراقبة الحلفاء قرر إلغاؤها وتنظيم نقل الغابات والمزارع. وبهذه المناسبة، ألغيت مقتضيات أخرى.  